# Catoblepia macasana
Catoblepia macasana är en fjärilsart som beskrevs av Embrik Strand 1916. Catoblepia macasana ingår i släktet Catoblepia och familjen praktfjärilar. Inga underarter finns listade i Catalogue of Life.